# Major League Baseball 1909

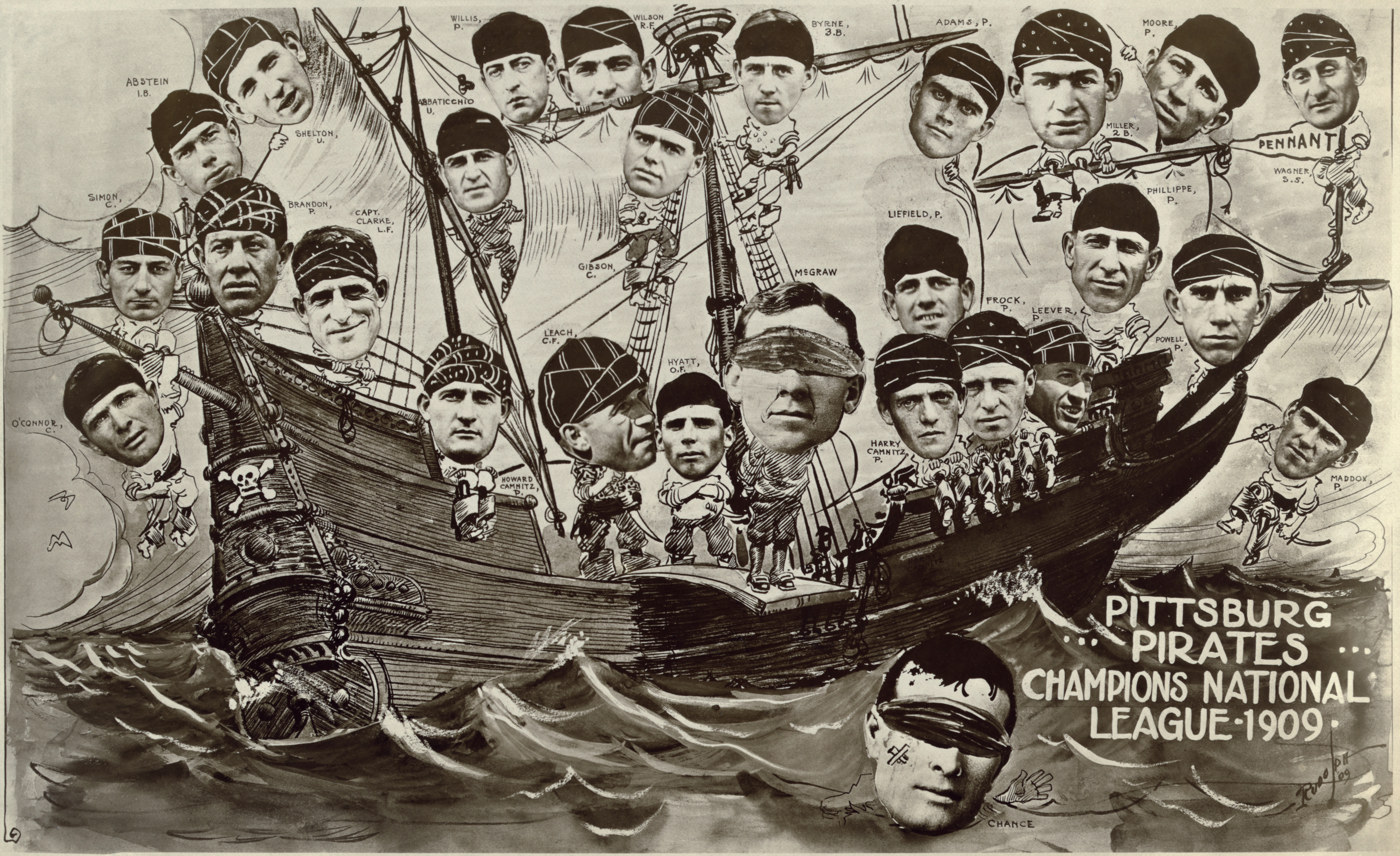
Poster celebrativo per la vittoria dei Pittsburgh Pirates nella National League 1909 che ritrae i volti di tutti i giocatori della squadra.

La stagione 1909 della Major League Baseball si è aperta il 12 aprile con due partite: Philadelphia Athletics - Boston Red Sox (8-1) e Washington Senators - New York Highlanders (4-1).
Le World Series 1909 si sono svolte tra il giorno 8 e il 16 ottobre, si sono concluse con la vittoria dei Pittsburgh Pirates per 4 partite a 3 sui Detroit Tigers, alla loro terza sconfitta consecutiva.

## Stagione regolare

### American League
| # | Squadra                | Vittorie | Sconfitte | Perc. | Diff. |
| - | ---------------------- | -------- | --------- | ----- | ----- |
| 1 | Detroit Tigers         | 98       | 54        | .645  | -     |
| 2 | Philadelphia Athletics | 95       | 58        | .621  | 3.5   |
| 3 | Boston Red Sox         | 88       | 63        | .583  | 9.5   |
| 4 | Chicago White Sox      | 78       | 74        | .513  | 20.0  |
| 5 | New York Highlanders   | 74       | 77        | .490  | 23.5  |
| 6 | Cleveland Naps         | 71       | 82        | .464  | 27.5  |
| 7 | St. Louis Browns       | 61       | 89        | .407  | 36.0  |
| 8 | Washington Senators    | 42       | 110       | .276  | 56.0  |

### National League
| # | Squadra               | Vittorie | Sconfitte | Perc. | Diff. |
| - | --------------------- | -------- | --------- | ----- | ----- |
| 1 | Pittsburgh Pirates    | 110      | 42        | .724  | -     |
| 2 | Chicago Cubs          | 104      | 49        | .680  | 6.5   |
| 3 | New York Giants       | 92       | 61        | .601  | 18.5  |
| 4 | Cincinnati Reds       | 77       | 76        | .503  | 33.5  |
| 5 | Philadelphia Phillies | 74       | 79        | .484  | 36.5  |
| 6 | Brooklyn Superbas     | 55       | 98        | .359  | 55.5  |
| 7 | St. Louis Cardinals   | 54       | 98        | .355  | 56.0  |
| 8 | Boston Doves          | 45       | 108       | .294  | 65.5  |

### Record Individuali

#### American League
| Stat. | Giocatore | Squadra        | Totale |
| ----- | --------- | -------------- | ------ |
| AVG   | Ty Cobb   | Detroit Tigers | .377   |
| HR    | Ty Cobb   | Detroit Tigers | 9      |
| RBI   | Ty Cobb   | Detroit Tigers | 107    |
| R     | Ty Cobb   | Detroit Tigers | 116    |
| H     | Ty Cobb   | Detroit Tigers | 216    |
| SB    | Ty Cobb   | Detroit Tigers | 76     |

| Stat. | Giocatore       | Squadra                | Totale |
| ----- | --------------- | ---------------------- | ------ |
| W     | George Mullin   | Detroit Tigers         | 29     |
| L     | Bob Groom       | Washington Senators    | 26     |
| ERA   | Harry Krause    | Philadelphia Athletics | 1.39   |
| K     | Frank Smith     | Chicago White Sox      | 177    |
| IP    | Frank Smith     | Chicago White Sox      | 365    |
| SV    | Frank Arellanes | Boston Red Sox         | 8      |

- Ty Cobb vincitore della Tripla Corona della battuta.

#### National League
| Stat. | Giocatore    | Squadra            | Totale |
| ----- | ------------ | ------------------ | ------ |
| AVG   | Honus Wagner | Pittsburgh Pirates | .339   |
| HR    | Red Murray   | New York Giants    | 7      |
| RBI   | Honus Wagner | Pittsburgh Pirates | 100    |
| R     | Tommy Leach  | Pittsburgh Pirates | 126    |
| H     | Larry Doyle  | New York Giants    | 172    |
| SB    | Bob Bescher  | Cincinnati Reds    | 54     |

| Stat. | Giocatore         | Squadra         | Totale |
| ----- | ----------------- | --------------- | ------ |
| W     | Mordecai Brown    | Chicago Cubs    | 27     |
| L     | Cecil Ferguson    | Boston Doves    | 23     |
| ERA   | Christy Mathewson | New York Giants | 1.14   |
| K     | Orval Overall     | Chicago Cubs    | 205    |
| IP    | Mordecai Brown    | Chicago Cubs    | 342 ⅔  |
| SV    | Mordecai Brown    | Chicago Cubs    | 7      |

## Playoff

### World Series
| Data                                    | Squadra di casa    | Squadra ospite     | Ris.  |
| --------------------------------------- | ------------------ | ------------------ | ----- |
| 08/10                                   | Pittsburgh Pirates | Detroit Tigers     | 4 - 1 |
| 09/10                                   | Pittsburgh Pirates | Detroit Tigers     | 2 - 7 |
| 11/10                                   | Detroit Tigers     | Pittsburgh Pirates | 6 - 8 |
| 12/10                                   | Detroit Tigers     | Pittsburgh Pirates | 5 - 0 |
| 13/10                                   | Pittsburgh Pirates | Detroit Tigers     | 8 - 4 |
| 14/10                                   | Detroit Tigers     | Pittsburgh Pirates | 5 - 4 |
| 16/10                                   | Detroit Tigers     | Pittsburgh Pirates | 0 - 8 |
| Pittsburgh Pirates vincono la serie 4-3 |                    |                    |       |

## Campioni
| World Series 1909 Pittsburgh Pirates Primo titolo |